# Heliobatis radians
O Heliobatis radians é a única espécie, atualmente extinta, descrita sob o gênero Heliobatis.